# Zakaria Hawsawi
Zakaria Hawsawi est un footballeur saoudien né le 12 janvier 2001 à Médine. Il joue au poste d'arrière gauche à Ohod Club. 

## Carrière

### En club
Il commence sa carrière dans les catégories des jeunes d'Ohod Club. Il fait ses débuts avec l'équipe première le 31 mars 2021 lors d'une victoire 3-2 contre Al-Nahda. Le 28 juillet 2021, il signe son premier contrat professionnel avec le club. 
Le 6 juillet 2022, il rejoint Al-Ittihad Club pour une saison sous forme de prêt. Il fait sa première apparition le 15 septembre lors d'une victoire 2-0 contre le Khaleej FC. 

### En sélection
Le 31 octobre 2022, il fête sa première sélection lors d'un match amical contre l'Islande.

### Palmarès en club
Al-Ittihad Club
- Championnat d'Arabie saoudite (1) :
  - Champion : 2022-23.

- Supercoupe d'Arabie saoudite (1) :
  - Vainqueur : 2022.